# Sveriges ambassad i Brasília
Sveriges ambassad i Brasília är Sveriges diplomatiska beskickning i Brasilien, som är belägen i landets huvudstad Brasília. Beskickningen består av en ambassad, ett antal svenskar utsända av Utrikesdepartementet (UD) och lokalanställda. Ambassadör sedan 2022 är Karin Wallensteen.

## Ambassaden
Ambassaden är belägen i ambassadområdet i södra delen (vingen) av Brasília. En av ambassadens huvuduppgifter är att främja relationerna mellan Sverige och Brasilien och att utveckla samarbetet inom områdena politik, ekonomi och kultur.
Sverige har även två honorära generalkonsulat i Brasilien (Rio de Janeiro och São Paulo) och fyra honorära konsulat (i Fortaleza, Manaus, Recife och Salvador).

## Fastighet
Ambassadbyggnaderna som är ritade av professor Helge Zimdal uppfördes 1974 och invigdes i januari 1975. I samma område finns sextiotalet andra ambassader och de fyra nordiska länderna ligger på rad. De fem nordiska anläggningarna beskrivs av Utrikesdepartementet som att ha karaktären av en skandinavisk by. Ambassaden består av en grupp låga byggnader under sadeltak i fyrkantgruppering. Den ligger i ett område med grönska och ambassadens trädgård finns 28 olika arter av träd och blommor.. Byggnaden har renoverats i omgångar, bland annat kök och bostäder 1997-1998. Entrén fick en ny utformning 1997-1998.

## Fastighetsfakta
Ambassadanläggning:
- Byggår: 1973–1974
- Arkitekter: Helge Zimdal, Zimdals Arkitektkontor AB
- Besöksadress: Avenida das Nações Qd. 807, Lote 29, Brasilia
- Hyresgäst: Utrikesdepartementet
- Förvaltare: Statens fastighetsverk

## Beskickningschefer i Brasilien
| Namn                                                       | Period    | Funktion               | Anmärkning                               |
| ---------------------------------------------------------- | --------- | ---------------------- | ---------------------------------------- |
| Johan Albert Kantzow                                       | 1808–1811 | Chargé d’affaires      |                                          |
| Lorentz Westin                                             | 1825–1830 | Chargé d’affaires      |                                          |
| David Gustaf Anckarloo                                     | 1830–1831 | Chargé d’affaires      |                                          |
| Lars Gustaf Morsing                                        | 1845–1860 | Chargé d’affaires      |                                          |
| Gunnar Olof Hyltén-Cavallius                               | 1860–1864 | Chargé d’affaires      |                                          |
| Erik Carl Johan Cederstråhle                               | 1879–1876 | Chargé d’affaires      |                                          |
| Johan Paues                                                | 1913–1918 | Chargé d’affaires      |                                          |
| Johan Paues                                                | 1918–1920 | Ministerresident       |                                          |
| Johan Paues                                                | 1920–1935 | Envoyé                 |                                          |
| Gustaf Weidel                                              | 1935–1943 | Envoyé                 |                                          |
| Ragnar Kumlin                                              | 1944–1948 | Envoyé                 |                                          |
| Knut Richard Thyberg                                       | 1949–1955 | Envoyé                 |                                          |
| Jan Stenström                                              | 1955–1956 | Envoyé                 |                                          |
| Jan Stenström                                              | 1956–1960 | Ambassadör             |                                          |
| Carl Douglas                                               | 1960–1961 | Ambassadör             |                                          |
| Sven Fredrik Hedin                                         | 1961–1961 | T.f. chargé d’affaires |                                          |
| Jens Malling                                               | 1961–1965 | Ambassadör             |                                          |
| Gustaf Bonde                                               | 1966–1970 | Ambassadör             |                                          |
| Bengt Odevall                                              | 1970–1972 | Ambassadör             |                                          |
| Ambassaden flyttad från Rio de Janeiro till Brasília 1972. |           |                        |                                          |
| Bengt Odevall                                              | 1972–1975 | Ambassadör             |                                          |
| Gunnar Lonaeus                                             | 1975–1978 | Ambassadör             |                                          |
| Lennart Rydfors                                            | 1978–1986 | Ambassadör             | Sidoackrediterad i Asunción (från 1981). |
| Krister Kumlin                                             | 1986–1990 | Ambassadör             |                                          |
| Gunnar Hultner                                             | 1990–1996 | Ambassadör             |                                          |
| Christer Manhusen                                          | 1996–2001 | Ambassadör             |                                          |
| Staffan Åberg                                              | 2001–2003 | Ambassadör             |                                          |
| Margareta Winberg                                          | 2004–2007 | Ambassadör             |                                          |
| Annika Markovic                                            | 2008–2011 | Ambassadör             |                                          |
| Magnus Robach                                              | 2011–2014 | Ambassadör             |                                          |
| Per-Arne Hjelmborn                                         | 2014–2019 | Ambassadör             |                                          |
| Johanna Brismar Skoog                                      | 2019–2022 | Ambassadör             |                                          |
| Karin Wallensteen                                          | 2022–idag | Ambassadör             |                                          |